# 和邇
和邇（わに、鰐）は、記紀の日本神話や風土記等に登場する海の怪物。
主として、名の通り爬虫類の「ワニ」とする説、鮫・鱶類すなわち「ワニザメ」とする説に分かれる。

## 原典

### 記紀
和邇は『古事記』と『日本書紀』に登場する。古事記では万葉仮名で「和邇」、日本書紀では漢字で「鰐」とそれぞれ記述されている。和邇を実在の動物や船舶に比定する様々な説が存在する（詳細は§諸説を参照）。
まず和邇が登場するのは、説話『稻羽之素菟』であり、神々は彼らが浜で泣いているのを見つけた素菟（しろうさぎ、毛のないウサギを意味する）を助けようとして失敗する。
ところがその海水の乾くままに身の皮が悉く風に吹き拆かれたから痛んで泣き伏しておりますと、最後に來た大國主の命がその兎を見て、「何だつて泣き伏しているのですか」とお尋ねになつたので、兎が申しますよう、「わたくしは隠岐の島にいてこの國に渡りたいと思つていましたけれども渡るすべがございませんでしたから、海の鰐を欺いて言いましたのは、わたしはあなたとどちらが一族が多いか競べて見ましよう。あなたは一族を悉く連れて來てこの島からケタの埼まで皆竝んで伏していらつしやい。わたしはその上を蹈んで走りながら勘定をして、わたしの一族とどちらが多いかということを知りましようと言いましたから、欺かれて竝んで伏している時に、わたくしはその上を蹈んで渡つて來て、今土におりようとする時に、お前はわたしに欺（だま）されたと言うか言わない時に、一番端に伏していた鰐がわたくしを捕（つか）まえてすつかり着物を剥（は）いでしまいました。それで困つて泣いて悲しんでおりましたところ、先においでになつた大勢の神樣が、海水を浴びて風に當つて寢ておれとお教えになりましたからその教えの通りにしましたところすつかり身體をこわしました」と申しました。そこで大國主の命は、その兎にお教え遊ばされるには、「いそいであの水門に往つて、水で身體を洗つてその水門の蒲の花粉を取つて、敷き散らしてその上に輾り廻つたなら、お前の身はもとの膚のようにきつと治るだろう」とお教えになりました。依つて教えた通りにしましたから、その身はもとの通りになりました。これが因幡の白兎というものです。今では兎神といつております。
次に、和邇は半神の兄弟ホオリとホデリの神話における基本主題として登場する。
その時夫の君に申されて言うには「すべて他國の者は子を産む時になれば、その本國の形になつて産むのです。それでわたくしももとの身になつて産もうと思いますが、わたくしを御覽遊ばしますな」と申されました。ところがその言葉を不思議に思われて、今盛んに子をお産みになる最中に覗いて御覽になると、八丈もある長い鰐になつて匐いのたくつておりました。そこで畏れ驚いて遁げ退きなさいました。しかるにトヨタマ姫の命は窺見なさつた事をお知りになつて、恥かしい事にお思いになつて御子を産み置いて「わたくしは常に海の道を通つて通おうと思つておりましたが、わたくしの形を覗いて御覽になつたのは恥かしいことです」と申して、海の道をふさいで歸つておしまいになりました。
日本書紀では事代主の通婚とスクナビコナ神話に「八尋熊鰐（やひろわに）」、その他「大鰐（わに）」、「鰐魚（わに）」、「一尋鰐（ひとひろわに）」、「八尋鰐」などの記述がある。
日本書紀の本文で「龍」となっている部分だが、一書では「八尋の大熊鰐」や「八尋鰐」とあり、また一書では和邇が這う（「匍匐逶虵（匍匐委蛇）」）という記述がみえる。龍という表現がすでに上代の書紀でもちいられたのは、中国の影響の先駆け（"萌芽"）であったと国語学者の丸山林平は結論づけている。
日本書紀において龍と書き直された理由について、土屋忠雄は神武天皇を天孫と同時に海神ないし水神の孫とすることで神武東征の成功を暗示する意図を推測しているが、同時に神話は神話としておく方が都合が良さそうだと結論付けている。
『旧事本紀』では「都味歯八重事代主神 化爲八尋熊鰐通三嶋溝杭女活玉依姫 生一男一女（略）」と事代主神が八尋熊鰐に化し通婚する説話がある。

### 風土記
出雲国風土記安来郷条には、毘売埼（意宇郡（）の北の海にある）において、語臣猪麻呂の娘が「和爾」と遭遇して食べられた説話あがある。猪麻呂は、海の神に祈って復讐を果たした。これは、神話でなく実録であるというのが喜田貞吉等の意見である。
同『出雲国風土記』仁多郡条では「和爾」が玉日女命を慕って川を遡上したことにちなんで恋山（したいやま）と名付けられた説話が収録される。
『肥前国風土記』佐嘉郡条では海の神である「鰐魚」が多くの小魚を従えて川を遡上し世田姫のもとへ通う説話が収録されている。
二つの離れた国の風土記にある説話だが共通性がみられ、戀山の和爾も本来は佐嘉川と同様に海と山の神が出会う伝承であった可能性を島根県古代文化センターでは解説している。
『摂津風土記』逸文（『神社考』や『万葉代匠記』に保存）にも「天津鰐（あまつわに）」が鷲と化して山に現れる説話があるが、この「天津鰐」は「海津鰐」とつくるべきであり、和邇が山へと遡上する、上述の恋山（したいやま）説話の変形ではないかと考察される。「したいやま」の山名が、下樋（したひ）（排水路を地中に通過させる）内容に変わっていると解明されている。

## 語源
西村真次は、「ワニ」が日本祖語に由来するとし、日本語と親類関係にある朝鮮語由来は否定した（朝鮮ではワニのことをAk-öと発音するので、同根語とみなせないためである）。そして、この日本語の起源をツングース語族の言語に求め、樺太のウィルタの言葉でアザラシを表すbaniがワニと同根語とし、これが出雲付近では原生する"サメ"の意に転義したとする。しかし西村が、オロッコ族のあいだで「アザラシ（海豹）」を指す「バーニ」が「ワニ」と同源語だとする点については、「アザラシ」が「サメ」に転義したという説明には説得性に欠けると批判される。
国学者の丸山林平は、上述のようにツングース語言説を批判したうえで、「ワニ」は固有の日本語であるとする。
松本信廣（1942年）は、南方でワニを意味する語として、マレー語のbuaya (buwaya)、ジャワのwu (h) aya、他 woea woae waia等50以上の地域における実例をあげ、音韻上の考察と呼称の地理的な分布から、bと母音で始まる語よりvまたはwと母音で始まる語の方が古いと推定できるとする。

### 中国語源
西村真次は、ワニの語源を中国語に求めるのは無理との見解であった。「鱶」の発音Yang-öを由来とすれば不可能ではないが、中国ではサメのことは通常「鮫」の字を充てるので可能性が低いとみた。しかしワニを鱶の中国読み「ヤン」の訛化とするのは前提から誤っており、「鱶」は、中国で干物か干魚のことで、音はシュウであろうと指摘される。
だが日本語の「わに」は、古代中国語で爬虫類のワニを指す鰐魚(ngakngia)からの転訛という仮説を小林昭美（元NHK放送文化研究所所長・大正大学客員教授）が立てている。ガ行からワ行・ナ行への転訛は他の漢字でも確認できる。現代中国語の「ウァユイ(鰐魚)」と「わに(鰐)」が似ているのも同源だからと考えられる。

## 諸説
「和邇」を特定の実在生物に比定する説には主にサメ説と爬虫類のワニ説とがあるが、この二つの動物説のほかに、第３の「舟」説があり（§舟説参照）、三つに大別できる解釈系をなすと黒沢幸三がまとめている。
従来、爬虫類の鰐（ワニ）とする説と、魚類であるサメの大型種（フカ）とする説とで論議がされてきたが、鰐は日本に生息しないことが前者の説の弱点であり、近年ではサメ説のほうが優勢とされる。
しかし、サメ説にも課題があり、ことに『古事記』でトヨタメビメが変ずる「匍匐委蛇（）う」と形容される「和邇」（『日本書紀』では彼女の本体は「龍」）についてアリゲーター・クロコダイル説を一考だにせずわけにもいかないと意見される。
また『因幡の白兎』の説話の原型については、間違いなく爬虫類の鰐が登場する東南アジアの類話であるというのが、有力説である。ただ、南方由来の原話がクロコダイル説話であったとしても、古事記はあくまでウサギに騙されたサメ説話であり、たとえ原話のクロコダイルのイメージを仮託されたものであっても、古事記の時代に出雲で「ワニ」と呼ばれていたのであればそれは一般に馴染みある「サメ」の一種にほかならない、と神田典城や荒俣宏は説明している。
実在生物に比定する説としては諸説ある（§ウミヘビ説参照）。
戦前の国定教科書はサメ説を正統としていたが、現在の学習指導要領は特定の説を正統として教えることを強制していない。

## 図像学
記紀と同時期に「和邇」という名前で描かれた実在生物の絵は見つかっていない。
神話等の挿絵ではないが、室町時代の『百鬼夜行絵巻』では妖怪化した（付喪神となった）仏具の鰐口に鰐とも怪魚ともつかない胴体が描かれている (画像)。
16世紀の『かみ代物語絵巻』で山幸彦を乗せた和邇は短い龍のような姿で描かれている。
現代の版本の挿絵は諸説（§サメ説、§ワニ説等参照）に基づいて描かれたものである。
森鷗外・松村武雄等共著『日本神話』（培風館、1919年）では鰐の挿絵を示した。しかし戦前の文部省の『国語読本』などでは、すべて「わにざめ」とし因幡の白兎の説話では鮫の挿絵などが描かれていた。
近年発行の7社の絵本（20世紀末～21世紀）の比較研究では、5社のものは「サメ」としており2社が爬虫類のワニを描いた絵本であった。

## サメ説

### 言語論
記紀には「一尋和邇」の別称が「サヒモチ（サイモチ）」であるとするが、このサヒには「小刀」の意味があると、本居宣長が語釈を提示しており、そこから「サヒモチ」（＝「和邇」）は、「サメ」の事であろうと白鳥庫吉は解き、サメの獰猛性から、または刀形の尾鰭から、そう名付けられたのだろうと憶測した。西村真次は、この白鳥論に乗じて、「サヒ」は「サメ」だが、それは"サメが鋭い歯を持つてゐたから"と異なる説明を示した。だが鋭い歯では「ワニ」もあてはまり「サメ」説に有力と言えないと反論されている。

### 海産物
上代の『出雲国風土記』に、出雲国の海産物として和邇が挙げられているが、後者は爬虫類のワニとは考えにくく、同書にある「沙魚（）」の別名ではないかと推察される。「ワニ」といってサメやサメの刺身をさすことばは現在の山陰地方の方言（説話の舞台である出雲・隠岐・因幡）にみられるので、このワニ料理が傍証に挙げられる。
腐敗し難いサメは中国地方の山間部では郷土料理の食材として現在でも食べられているが、この風習は奈良時代に遡るものであると島根県古代文化センターは主張しており、それゆえ海から遠い奥出雲の恋山（したいやま）に伝説が発生したのも、その頃から和邇が食べ物として馴染み深かっただからだ、と解説している。
古代の因幡国の「和邇」と現代の山陰地方の「ワニ」が同じ言葉であるかはわからないという反論に対し、釈瓢斎は若槻礼次郎がアイヌ系の発音と言われる出雲方言のズーズー弁を話していることを挙げ、方言は古代音が保存されていると主張し、鰐の字にワニの音を当てたのは、奈良飛鳥期にサメ蒲鉾が大和の国に入らなかったための誤りであると分析している。

### 生息域
鰐（ワニ）は日本に産しないので、「和邇」とは「鮫魚之一種」であろうと、つとに江戸時代の狩谷棭斎（1835年没）が『箋注和名類聚抄』において述べている
歴史学者の喜田貞吉（1912年）は、『出雲国風土記』の毘売埼の和邇は神話ではなく実録とし、熱帯産のワニが出雲の毘売埼に生息することは考えられないことなどから、古事記神代巻のワニとはフカ（サメ）を指すとする説に賛成し、国定教科書編時に、因幡の白兎のワニをワニザメと表記した。『出雲国風土記』の毘売埼の和邇は『出雲神話』(1915年)の挿絵でサメとして描かれている。ジャーナリストの釈瓢斎（永井栄蔵）も、やはり毘売埼の猪麻呂の和邇退治は実話であるとし、当時の毘売埼は日本海と繋がっていたことから和爾は日本海の魚類であると主張する。
陸上を歩くサメも存在し、かつて毘売埼周辺に生息していた可能性も無いとは言えない。
本居宣長は『古事記伝』において、「北国の海には今も和爾が多い」という記述しており、そのことから宣長はサメ（ワニザメ）論と解釈する学者もいるが。ただ宣長は鰐が四足動物だとする『和名抄』の項を引いて説いているのでワニ論であり、北国にいるという部分はサメと混同したにすぎないともいわれる。情報源（当時の海生動物・海産物通の人）から北国にワニ（ワニザメ、魚）が多いと伝聞したのを、鰐（爬虫類）が多いと誤認してしまったと想像される。

#### 淡水のサメ
肥前国の佐嘉川の鰐についても、「海の神」とされていることから、じつは海洋の魚であったと思われる、と藤森賢一（高野山大学文学部教授）は主張している。
西表島に残るワニの伝承のうち幾つかは、じっさいは日本最大の川魚であるオオメジロザメだと魚類学者の鈴木寿之は想像している。
また和邇氏の勢力が琵琶湖周辺だったことから、あるいは琵琶湖にも「和邇」なる生物が生息したと論ずることもできようが、これについても琵琶湖はかつては海続きであり、"ニカラグア湖の淡水にすむサメのように琵琶湖でもとじこめられたサメ"（陸封型のサメ）がいた可能性はあろう等と矢野憲一は推論する。日本の河川にもサメが紛れ込んだ例はあるという。

#### サメ襲撃例との比較
出雲国の毘売崎の説話では、猪麻呂の娘が海辺を散歩していて「和邇」に襲われたが、これをサメ襲撃と断定するなら、類例は古代ヘブライ人やエジプト、ローマ人をはじめ世界各地にみつかる。
サメはオオメジロザメやガンジスメジロザメの仲間が淡水でも生きられ、ニュージャージーサメ襲撃事件では川での死亡例もある。現在でも沖縄などの川でサメが捕獲されており、昭和51年（1976年）に静岡県下紙川で、河口から1.5kmほどのところでヨシキリザメ(メジロザメ科)が捕獲された。

### 背鰭の考察
『日本書紀』でも山幸彦と海幸彦の物語がある第十段一書の第四において、「海神 所乘駿馬者 八尋鰐也 是 竪其鰭背 而在 橘之小戸」とあり、海神の乗る駿馬は「八尋鰐」で、その鰭（ヒレ）を背に立てて橘之小戸にいると記され、本居宣長はこの表現を挙げて、「鰐」の背には鰭があると見做している。

### 動作や行動の考察
八尋ワニが八日かかる道のりを一尋ワニは一日で帰ると書かれており、ジンベエザメやウバザメよりシュモクザメやアオザメの方が速く泳ぐことと一致している。
トヨタマ姫が化した和邇は「匍匐委蛇」と形容されており、一般には爬虫類（鰐）説に有利な材料とされる。「匍匐」とは「這いずる」（"匐いのたくる"）ことなのだが、神田典城（1993年）はサメが泳ぐ様の形容に相応しい、と釈明している。硬骨魚類と比較しても、サメは蛇の類と似たしなやかな動き方をすると図入りで解説している。また、古事記で「匍匐」とある部分は、日本書紀では削られており「龍と化す」と言換えられていることから、釈瓢斎は「匍匐」の釈明は回避しし、この「龍」さえも魚類であると論じている。

### トーテミズム論
内田律雄（島根県埋蔵文化財調査センター）の説によれば、「和邇」は特に神格化されたシュモクザメを指し、他種の「さめ」と区別されていた。『古事記』「山幸彦と海幸彦」の段では、山幸彦が「一尋和邇」（ひとひろわに）の首に小刀をつけて返し、佐比持神（さいもち-）と呼んでいるが、サイは刀剣や農具の意味であり、その形状からシュモクザメが想定されるとする。シュモクザメを描いた線刻絵画は、西日本の各地（鳥取県の青谷上寺地遺跡や兵庫県北部の袴狭遺跡など）に発見されており、そこから窺がえる太古のシュモクザメ信仰と結びつけられるとする。
『日本書紀』第六の一書に、事代主神が「八尋熊鰐」に化けて玉櫛姫に通い、姫蹈鞴五十鈴姫命が生まれ、のちに神武天皇の后となったとある。
事代主の化したという八尋熊鰐がトーテム的性質を持つとすれば、想像上の動物ではなく実在の動物でなくてはならず、熱帯地方の動物であるワニではなく山陰地方で現代でもワニと呼ばれる鱶と考えるのが適当であり、対馬の北端にある鰐湾や長崎県福江島の鰐川も鱶に由来する、と藤森賢一は主張している。
古書に鮫を神格化した例は見当たらないが、実際には漢文における鰐と形態が似ているために混同されて神格化されており、大和本草や和漢三才図会等日本の書物に鰐として記載されているのはいずれも鮫に見え、南方熊楠は鮫をトーテムとするポリネシア人が陸上で鮫の所作を為すことを挙げてトヨタマヒメが和爾となり匍匐ったのも同様であると解釈し、これらを根拠に和邇とは古今を通じて鮫の事であり、爬虫類の鰐のことを同音のワニと呼んだのはその頃の学者が博物学に暗かった故の誤りという説をなかなかの卓説であると評価している。
南西諸島をはじめ日本本土においてもサメを信仰する習俗は幅広く確認でき、「因幡の白ウサギ」からは神聖なるサメを侮辱したために罰を受けたことを、「豊玉姫」からはサメとの婚姻による一体化による人間界と自然界の調和を、サメに対するタブーの侵犯により台無しにしたことを辻貴志は読み取っている。
なお、鳥取市の青谷上寺地（あおやかみじち）遺跡において出土した弥生時代の銅剣にはサメの線刻画があり、サメを精霊としたものではないかと所蔵館の学芸員（考古学）が意見している。

### サメ説備考
豊玉姫が化した和邇について、ワニなのかサメなのか論争をするのは文系学者の視点の故であり、理系学者の視点から見れば、ここで和邇と化したのは豊玉姫の安産を予祝するためであり、卵を産むワニではなく、胎生種と卵胎生種がいて出産をして、多産であるサメである、と宮﨑照雄は主張している。
『壱岐国風土記逸文』にはワニに追われた「鯨(イサ)」が逃げ込み隠れて伏せたのが鯨伏村の由来とあり、「鯨(イサ)」をクジラと解釈すれば、サメが集団で鯨を襲うことは無いとの見解を沖縄美ら海水族館が示しているものの、風土記においての「鯨(イサ)」はサメを示していると生命学者の池添博彦は主張し、サメの天敵の一つは自分より大きなサメと夏緑は主張し、『塩尻』五三には「漁夫いう日でり久しき時鮫内海に入り諸魚を追うて浜近く来る」とある。

## ワニ説
「和邇」に関連する考察は後述するとして、まず判断材料として、自然史（博物学）上の日本でのワニの発見例（§日本自然史上の鰐）、および上代の原典よりやや後世の「和邇」や「鮫」に関する文献資料（§平安時代の文献）について述べる。

### 日本自然史上の鰐
マチカネワニ（Toyotamaphimeia machikanensis）の化石は大阪府で見つかっており、日本の中部にも太古には生息していた。ただこれは有史よりはるか以前の話である（約40万年前の地層）。日本では何万年も昔（更新期）に絶滅したが、中国大陸では15世紀まで生存していた種類で、川棲であった。日本近海では海棲のワニは、大部分が白亜紀で絶滅してしまい、生き延びた一部も新生代第三紀までだったとされる。
江戸時代の寛政12年（1800年)に奄美大島でワニが捕えられ、その精緻な画が旧島津家所蔵の動物絵巻に残されている。添え書きには「鼉竜（ダリョウ）」、「鰐」、「蛮名カイマン」と書かれているが、動物学者の意見ではイリエワニだとされる。他にも南の島では西表島や、八丈島で漂着例がある。
また、北陸の富山県沖でも1924年（大正13年）、大鰐が網にかかった、と報じられている。長さ3間、重さ70貫あったという。
これら大阪府の古代ワニや、過去に漂着したイリエワニの例から、太古の日本人がワニを目撃したことはあろうと、鮫とその民俗学の研究家である矢野憲一も、この点については譲っている。

### 平安時代の文献
平安時代の辞書『和名類聚抄（和名抄）』には、麻果切韻に和邇は、鰐のことで（「和名 和仁」）、「鼈（）に似て四足が有り、クチバシの長さが三尺、甚だ歯が鋭く、大鹿が川を渡るとき之を中断する」と記される。
この和名抄の底本の「鼈（）」は、鼉（、アリゲーター）の誤りであろうと江戸時代の狩谷棭斎は指摘している。和名抄には異本があるが、麻果の切韻の原典は、呉都賦の劉達が『異物志』を引用した注と考えられ、それをひもとくと「鰐魚（クロコダイル）は鼉（、アリゲーター）に似て四足が有り」とみえる。
和邇とは別の鮫の項には、「和名 佐米」と読み方が記され、「さめ」と読む「鮫」という字が使われ始めた平安時代において、爬虫類のワニのことも知られていたことを示す。

### 国内ワニ説
まず西岡秀雄（1956年）のスキーマで「国内起源説」の大分類の下にある「国内ワニ説」をさきにあげるが、有力説（支持者の多い説）とはいえない。じじつ西岡は「国内ワニ説」の条において、誰も論支持者を誰も挙げられずじまいにいる。
「国内ワニ説」の好材料として、大正時代に富山でかかった大鰐の例を、研究家・作家の堀岡文吉/堀内文吉（1927年）が挙げているのだが、堀岡はワニ説であったものの、いわゆる「国内ワニ説」の支持者ではなかった（堀岡は『兎と和邇』の話が漂着したものと結論しており、「国内起源説」に"荷担しているわけではない"）。
マチカネワニの化石の発見は1964年を待たなければならなかったため、西岡は「国内ワニ説」の条において"昔の鰐の骨を発掘したという実例は未だなく"としてこの点での深い考察を避けた、という事情もある。
しかし、発掘実例以前でも国語学者の丸山林平（1936年）は、過去に日本でワニ化石が出土した可能性を有望視し、『肥前風土記』の記述は鰐の化石伝説であろうとした。さらには、わが邦の古代人が、鰐というものについておぼろげな記憶か言い伝えを持っていたとも考えられる、との見解も示している。近年ではサイエンスライターの石田雅彦（2021年）も旧石器時代のワニの記憶がとどめられて神話となったという可能性を思案している。

### 江戸期の考察
新井白石は『東雅』の鰐の項において、古事記では「和爾」日本書紀では「鰐」という表記の違いになんらかの理由があるとしているが、それが何故なのか不明であるとしている。
本居宣長は『古事記伝』で『稲葉の白兎』について記した際、和名抄を引用し、ワニとした。宣長がワニ説であったことは、ワニ説・サメ説両方の論者が認めており、後でも触れる。
薩摩の白尾国柱による『倭文麻環』では漂着したワニは鼉龍という名前で描かれている。鼉にも鰐と同じく「わに」という訓読みがあることから日本人の認識において漢籍や絵画の中のワニと漂着した実物のワニは一致していたと考えられる。
葛飾北斎は因幡の白兎の和邇をワニの姿で描いている。

### 20世紀以降の考察
20世紀に入り、ワニ説はヨーロッパでの神話に対する研究手法を取り入れ、現代の考証に耐える研究として発展した。
高木敏雄1904年『比較神話学』の抜粋を示す。
所謂稲羽の兎の説話は兎の鰐を欺きしを語る。鰐は元来、南洋地方或は熱帯地方の動物にして、日本近海の魚族に非ず。獅子の生存せざる欧羅巴の動物説話に、此動物の現わるるは、その起原の印度なるを示すものとせば、同様の理由によりて、日本説話に鰐の見ゆるは其南方起原を証明する者には非ざるや。（1文略）日本古代の説話は鰐に就いて語ること甚だ多し。之れ恐らく、偶然には非ざる可し。
論理的な考証を積み重ね、発展したワニ説に対し、サメ説での新たな根拠の提示はなく、ワニ説を主張しているかのような記述さえなされている。喜田貞吉は、1912年『読史百話』において、サメ説の根拠として、出雲地方でサメをワニという事をあげているが、後述する折口信夫の講演から逆算すると、文字通り十年一日、同じ事を十年間繰り返していた事になる。当然、ワニザメというサメがいるとは記しても、イタチザメやネコザメといったサメがいて、なぜ、イタチやネコがサメを意味しないかといった点については、何の説明もしていない。さらにサメ説を主張したはずが、『出雲風土記』にある海岸を逍遥していた娘が和邇に喰われた話を引用、「こは、実録にして神話にあらず」と記している。丸山林平が古事記に比べ極めて後の時代で、古事記とは性質が異なるとした批判によるなら、古事記とは無関係の件を持ち出しただけだが、津田左右吉が和邇は上陸できるとした批判によるなら、喜田自身が和邇は上陸できると明言した事になる。
浅瀬ならサメに襲われた可能性も考えられるが浅瀬を逍遙(散歩)するのは不自然なので襲われた場所は完全な陸だったと考えられる。
松本信廣によってこの話は国外からもたらされたワニの話であるとされたことは後述する。さらに、喜田は、和邇が鰐になったのは、「帰化の史官」が「其の形の彼我ヤヤ相類し、皮膚堅硬、時として人畜をも捕り喰うの点相似」ていたので、うっかり間違えたためだと記した。和邇とワニの特徴が皮膚の特徴に至るまで似ている点を示し、サメについてはこの点何も記さず、そのままワニ説の根拠になる記述をしている。
1910年代から1920年代、発展するワニ説に対し、サメ説からは離反が続いた。後に、後述する西岡によって「当時学会の論客、白鳥・喜田両博士の強い論調に押されて古事記の」註で和邇を鮫としたと批判された4人のうち、少なくとも3人は、サメ説の主張をやめてしまった。
次田潤は1924年『古事記新講』において、ワニ説・サメ説の両論併記ともどっちつかずの中立とも言える記述をしており、少なくともサメ説を推す立場ではなくなった。
南方熊楠が南方随筆で和漢三才図会のワニを「鮫類と見ゆ」と書いたのは鮫の挿絵を見ながら鰐 の解説文を読んだために混同したと考えられる。
松岡静雄は1929年『日本古語大辞典』において、『因幡の白兎』では狩谷棭斎を引用しワニは日本にいないから和邇はサメだろうとしているが、豊玉姫の話ではワニでなければならないとし、また、和邇に乗った話では舟としている。後述するように中山林平にサメ説を批判されているが、それほど強く主張している訳ではない。サメ説の根拠として、サメの背をウサギが渡ることは、よく思いつきそうなこと、としているが、その例は示していない。『記紀論究』でも同様の主張であるが、豊玉姫の話の話が後にあるため、書き進むにつれ、サメ説の弱い主張からワニ説の強い主張に変化した形になっている。サメやエイの魚煮のワニ料理がない日向が舞台とされる話では、ワニとしている分、単純なサメ説よりは、根拠との整合性もある。悪魚の意味で鰐とし中山と似たことを記し、後に、舟としての和邇の起源は南方にある事を強く主張するに至る。この場合もワニを海の神とする中山の説と共通することも記している。
後に丸山林平にサメ説を批判されることになる西村真次だが、実際には1927年『民俗断篇』で「日本のワニ神話は、本来は鰐魚に関するものであり、鰐魚から鮫に転じていったとに疑いがない。」と記している。論旨は丸山の記した通りで、サメ説の論旨にワニ説の結論をつけた形で、批判については蘆谷重常の方が事実に即している。また、アイヌ語では、サメはSame、フカはTowa-yuk、チョウザメはYubeとしている。サメとフカの違いと、サメどころか軟骨魚類でさえないチョウザメを挙げた理由は記していない。同様に、徳川義親も、実際はワニ説を支持し、ワニがサメに変化したもので、輸入元はインドネシアだろうとしている。
大正期以降、サメ説の少なくとも論理的な主張はごくわずかになった。ジャーナリストの釈瓢斎が1929年『苦悶の筍』でレトリック多彩にサメ説を展開している程度である。
島津久基は1933年『国民伝説類聚』において、『因幡の白兎』には、インドの説話『猿の生肝取り』の影響も見られるが、西ボルネオやセレベスの説話がより近い元の話であろうとし、『猿の生肝取り』の紹介をしている。後に、1944年『日本国民童話十二講』では、サメよりワニの方が聞き手にとって、想像しやすいと加えている。一方で、児童に話す場合にはワニでは混乱するので、サメで良く、少し知識が進んだら、南方に起源があることを示してワニで説明すると良い、としている。
丸山林平は、1936年『国語教材説話文学の新研究』において『和邇伝説』と題し、それまでのサメ説の根拠を一つずつ検証して否定しており、ワニ説の根拠を「兎と和邇」説話を中心として挙げている。とりわけ西村真次のサメ説の論拠に対する排撃がうかがえる（§語源を参照）
蘆谷重常の1936年『国定教科書に現れたる国民説話の研究』の要約を記す。
さすがに本居宣長は和邇を鰐と解釈していると記している。西村真次が海の鰐と湖の鰐が戦った話を記した上で、ワニがサメと混同されたとする（この時点での）西村の説には具体的な根拠が語られていない。津田左右吉のウミヘビ説の4つの根拠はワニにも当てはまる。丸山林平のトーテムにまで進めたワニ説は、卓見である。
童話研究者・新聞記者の中田千畝（1941年）は、久米邦武が日本人が日本へ移住してきてから南方の故郷で親しくしていた爬虫類を記憶していたか、説話的に語り継いで来たとの説を紹介し、南洋の話では、騙す動物が鰐の数を数えるという点まで一致している事が重要であると記している。
松本信廣（1942年）は、日本民族が「気宇壮大な海国民であった」のに、その後「事象を国内の事例によって説明せんとする迂愚に陥った」「島国根性の所産である」としてワニ説を論証している。日本書紀本文には「龍」も一書には「鰐」や「匍匐する蛇」の記述があることを指摘したうえで、上代の日本人は「鰐（クロコダイルかアリゲーター）」という生物について中国から知識を得ていたろうとし、龍蛇のような生き物と想像したに違いないとする。サメ説が根拠とする出雲でサメをワニと呼ぶことについては、サメとワニの混同を示すだけで、意味がないとしている。松本は、日本語の「ワニ」の語源について、マレー語やジャワ語に同源語がみられるとしており（§語源参照）古代日本における「邇」の発音の推定をもって、語形の変遷の推定まで行い、南方のワニを意味する語にあることを論証した。さらに、各地に棲息する動物、ワニが単数か多数かの比較を行い、ワニがいない地域でワニがサメに変化した例はあっても、その逆はないことも示した。ワニだった話が日本に入った後、本来のワニがわからなくなり、サメに置き換えられたものとしている。さらに、兎と鰐の説話がインドネシアの説話の類似するだけでなく、出雲風土記の話、豊玉姫伝説など多くの物語の類話が南方にある事も記し、出雲風土記の類話が南方に存在する事は、すでに天明期の『紅毛雑話』に示されているとの実例も挙げている。背中が鋭角をなしたサメより、平たいワニと解した方が合理的であるとし、後に西岡秀雄が、この点を高く評価している。ワニとしての記憶があったため、サメ説の学者の否定にもかかわらず、ワニとする考え方が残ったことが、民間信仰の根強さを示しているとしている。
折口信夫が1942年文部省教学局『日本諸学講演集第4輯』収録『古代日本文学における南方要素』において述べた事の一部抜粋を示す。
何にせよ、古代人は「わに」という語及びそれ表す「わに」という動物を知っていたに違いない。ところで、「わに」という語を使っていた古代人の考えていた「わに」なる物は、現に我々の考えている「わに」と同じだったとしたら、我々の祖先は南方から来たに違いない。（略）ところが、やがて四十年も前になりましょうか。故喜田貞吉博士が、隠岐島へ行かれました。「わにを食べてきた」、こう言うことを申されました。それは鱶のことでした。だから、神代の巻に出て来る「わに」は、実は鱶なんだ、と言うようなことを申し出されて、皆な一時それに賛成しました。（略）しかし考えて見ると、一体何故、「わに」と言う語が、南方の鰐魚を意味してはいけないか、と言うことです。（略）動物園にあるからこそ見ることができるのだ。その位の考えでしょう。昔の人は見ることは出来まい。（略）しかしそれは非常に短気な話で、日本民族の持った非常に広い経験というものを軽蔑しているのです。日本民族は昔から知り難い多くの獣を知っていました。我々は獅子だとか、本とうの虎だとか、象、鰐、或は又、なかつがみこういう風に色々な動物を知っておりますけれども、その知っていた理由は私には唯一点説明できるだけです。（略）恐らくある点まで知っている人もあったのだろうと思います。とにかく自分達は今見ることも出来ないけれども、聞いてもおり或は古い経験を語るものによって知っていたというような恐ろしいものを、あちらこちらで、待ち迎えて、祭りのときに訪れて貰う。（略）さすれば、我々の祖先が、「わに」を知っていたのも、不思議はない。唯まれ人神として来る場合ではなく、因幡の白兎が向う岸へ渡る為に鰐を騙したとか、海祇の宮から神を送り還し申しあげた、「さひもちの神」なるわにの物語とか、出雲風土記に見えた語臣猪麻呂の、鰐を仇として討ったとか、この前後の二つの物語には、鰐の大群が来たことが語られているのです。（略）そういう風に、我々の祖先の一部が長く鰐と馴染を重ねて来ておったので、日本の国に来ても、忘却に委する訣にはいかなかったのでしょう。（略）何故ならば鰐の物語、「因幡の白兎」の類型とか、或は小さな狡猾な動物鰐の口にのって殺されに行こうとしたのが、今度はあちらこちらに、鰐を騙して逃げ乍ら悪口するという類型。これは南の方では、一つの話になっていることが多いようです。そう言う物語はどうも日本の国以前に、我々の祖先が持って居って、此処に来て更に育てたものではなかろうかと言う気が、誰にもする筈だと思います。（文頭略）我々の持った文化を蔑みしたりすることを、一つの態度とするような情けない者もあります。（以下略）
まれびとは、折口の学説の中核を成す概念である。
戦後、ワニ説は、日本人の文化や日本人自身の起源の一つが東南アジアにあるとする説と相補的な関係となりさらに発展した。
西岡秀雄『兎と鰐説話の伝播』（1956–1957年）の一部の抜粋要約を示す。
喜田貞吉が、頭から古の学者が邦語のワニに誤って鰐の字を当てたとするのは、何の証拠もない独断に過ぎるのではないか。
津田左右吉は出雲風土記にワニとサメが別々に記してある点からワニはサメでないとし、ウミヘビとしているが、その後、追随する者はいないようである。
西岡は、現地調査を行った上で、安南、カンボジア、マレーほかの『兎と鰐』説話を詳細に紹介し、本来、ワニであるとし、次のように記した。「所変われば品変わる」で兎の方は、鼠鹿、猿、金狼（ジャッカル）と変わったものの鰐には変更がなく、わずかにミンダナオで鱶になり、日本では近年ワニザメ説が横行し危うく古事記の和邇まで鮫にされそうになったわけであるが、カムチャッカでは、遂に鯨に転向されてしまったわけである。
西岡は、兎と鰐の説話が古事記に組み込まれる過程についても論証し、広い視野に立って観察すれば、古事記の和邇は、決してサメでもウミヘビでも舟でも南方民族でもなく、鰐そのものと素直に考えるべきである、とした。
さらに、前掲の折口信夫の講演を引用、「国内起源（サメ説）論者には耳の痛い」、「白鳥・喜田両博士を中心としたワニザメ説を顔色なかしめるもの」とし、次のように結論づけている。
松本信廣・折口信夫両教授を中心とした南洋ワニ説が卓見であり、古事記の和邇はワニザメやフカを指したものではないことを再確認する者である。
柳田國男は、『海上の道』において、一尋鰐等について、当然のごとく、鰐という字を用い、もはや、鮫や鱶については可能性さえ一顧だにしていない。さらに、沖縄に伝わる猿が登場する話に関して「諸島には猿という動物はいない。したがって是を単なる昔話の役者として受け入れる以外に、みずからこのような改作をする力も無く、またその資材も持っていなかったろうと思う。」と述べ、『因幡の素兎』と同様、いないからと言って別の動物には当たらない例を挙げている。
黒沢幸三（1972年）の論文の一部要約を示す。
古事記・日本書紀両方にあるトヨタマ姫の話にある和邇・鰐はサメでは説明できない。鰐に乗る話においては、舟かも知れないが、『因幡の白兎』を含めた他の話においては、動物である。記紀等にある動物の和邇・鰐はワニで、松本の考察により、和邇・鰐はワニということが、ほぼ論証されたと考える。
サビモチはサメの根拠にはならず、ワニに対する信仰から考えると動物のワニである。
ワニに対する信仰から、ワニ氏の氏名は動物のワニに由来すると想定される。日本に残るワニに関する地名は、ワニに対する信仰か、ワニ氏に由来するものである。
前述の次田潤の長男である次田真幸は、兎とワニの物語が日本においてはサメだが、インドネシア方面からもたらされたことは明らかとし、東南アジアのイモ栽培起源等、『古事記』への他の南方系神話の混入も示している。他の話については日本神話#研究参照。
後述する石破洋によれば、中西進は1985年『天つ神の世界』の中で、東南アジアの説話との違いとその理由について考察している。
石破洋は1993年『因幡の白兎説話考 A Study of Japanese Traditional Story of "Inaba no Shiro-usagi"』において、『因幡の白兎』説話の成立過程に対する考察の中で、ウサギやワニを民族とする説を「けだし、珍説」とし、視覚的な考証として「因みに和邇をばワニザメと認定したものの、サメの背では滑り易いと気になってか、サメを交互に向きを変えて横に並ばせた」「児童書があって思わず苦笑させられる」と記し、サメ説のサメが実際のサメの特徴と合わないことを批判している。
小説家司馬遼太郎は『古事記』の山幸彦と海幸彦の章の豊玉姫の出産場面で豊玉姫が「八尋和邇（やひろわに）に化りて、匍匐（はらば）ひ委蛇（もこよ）ひき」とあり、「八尋鰐」が「匍匐」すなわち、はらばうのだから「和邇」はワニだとしている。
この表現をサメ説の西宮一民は出産の様子の常套表現であるとするが、野田昌夫は出産経験者への取材の結果、出産の様子の常套表現という説には疑問を呈している。
赤城毅彦は2007年『『古事記』『日本書紀』の解明 作成の動機と作成の方法』において、中国南部のヨウスコウアリゲーターというワニだとする説を記し、古墳時代、倭の五王などは中国の南朝に使いを出した、これが『古事記』の「和邇」だとするには、稲作文化またはその担い手の人々が日本に来た時に中国南部のワニの話を持ってきて、書き手がそのワニを想起しながら古事記を書いたと考えられる、とした。
未確認動物研究家實吉達郎は、イリエワニが卵を温めるために葦で巣を作るため、産屋を作るエピソードとの類似性からワニ説の根拠とする。

### ワニ説備考
海外では、Chamberlian,Basil Hall (1919) が"The White Hare of Inaba"で和邇をcrocodileとしている。

## その他の動物説

### ウミヘビ説
『古事記』の山幸彦と海幸彦の記述に、豊玉姫の出産場面で豊玉姫が「八尋和邇（やひろわに）に化りて、匍匐（はらば）ひ委蛇（もこよ）ひき」とある。津田左右吉は仏教におけるナーガ（水蛟、龍神）信仰を念頭において（すなわち、仏教伝来以後に仏教以前の信仰があるようにとして書いたものが記紀であるということをも示唆している）、『日本古典の研究』において「八尋鰐」と化した豊玉姫が「委蛇ひき」すなわち「蛇のごとくうねった」という日本語の描写の表現的な観点から、「鰐」はワニやサメのようなものよりももっと長くて細い、ウミヘビ状のものではないかと記述した。
これは西村真次も指摘しているように、合理主義の形式論理的推論であって、極めて非科学的な姿勢による産物と批評される。

### シャチ説
大山元は、因幡の白兎の話は縄文語で語られたものを日本語訳したもので、その縄文語はアイヌ語に引き継がれている、との立場より、鯨(いさ)とアイヌ語のiso(獲物)の類似性とiso-yanke-kur(獲物を陸に上げる神、シャチ）とiso-po（小さい獲物、兎）の関係から「ワニ」とは「シャチ」という説を唱えている。
また、『万葉集註釈』巻第二の『壱岐国風土記』逸文の鯨伏（いさふし）の郷の由来に、「昔者 鮐鰐追鯨 鯨走來隱伏 故云 鯨伏 鰐並鯨 並化為石 相去一里 昔者俗云鯨為 伊佐譯注 鮐 原為海魚 亦有年老之意 此以鮐鰐引作大鰐也」とある。「昔、鮐鰐(わに)鯨(いさ)を追ひければ、鯨(いさ)走り来て隠(かく)り伏しき。故(ゆえ)に鯨伏(いさふし)と云ふ。鰐(わに)と鯨(いさ)と、並び石と化為(な)れり。相去ること一里(さと)なり。昔、俗に云う、鯨を伊佐（いさ）と為す。譚注 鮐は海魚を為し、また年老いるの意有り、これをもって鮐鰐は大鰐に引き作る」とあり、「鰐」がクジラを追う様子と考えられる。クジラを浜辺に追い上げるのはシャチの行う狩猟法である。

### アシカ説
アシカ研究者井上貴央は、形態や生態、出雲国風土記でサメとワニが別の言葉で表現されていることなどニホンアシカとの類似点を挙げている。
松江市文化財保護審議会委員の佐藤仁志は「因幡の白兎」や『出雲国風土記』に登場する「ワニ」とは、サメではなくニホンアシカのことではないかと考える説を紹介し、ハーレムを作り、群れをなすニホンアシカのほうが神話の情景をイメージしやすい例証を挙げ、鰐淵寺の名称もニホンアシカに由来する、とも発言している。

### 獰猛な水中動物一括説
和名抄より前に鮫という字が使われた書物が無いので古語の和邇(総称)が和名抄以降に鰐と鮫に分かれたとも考えられる。和名抄より後に書かれた訓蒙図彙や和漢三才図会では鰐と鮫は区別されている。
ワニザメのワニとは、バビロンの大洪水の際に方舟をアララト山に繋いだ角の生えた龍のような形をした魚神イヤ・バニ(ギリシャでのウワネス)に由来する大魚を表す形容詞又は一般名詞であると石川三四郎は主張している。
ワニとフカとコバンザメ、そして未確認の有足魚は伝承上では極めて近しい関係にあった、と伊藤龍平は主張している。
生態的には出雲国風土記の毘売埼伝承の和邇は陸に上がることができるので漂着したイリエワニ、恋山の和邇は川を岩で塞がれると進めなくなるのでオオメジロザメと見なすことができる。
セレベス海のサンギヘ諸島ではワニのことをサメと呼び、インドネシア語では両者が類似の語で呼ばれていると矢野憲一が記している。

### サンショウウオ説
大鰐町の由来に関連して、山椒魚（サンショウウオ）を「鰐」と呼んでいたことが伝えられている。
ただしこれは、元は大きな阿弥陀如来像があることから大阿弥陀と呼ばれており、 大浦為信の津軽統一以降に、「大鰐」(大きな山椒魚(サンショウウオ)=鰐が棲んでいた伝説がある)と記されるようになったと伝えられている。

## 舟説
高千穂伝説で「和邇」に乗って渡来したという箇所に関して、これは「舟」に乗ってきたものとする説は松岡静雄（『日本古語大辞典』、1929年）が提唱した。ミクロネシア語で舟をワと呼び、フィジー語でワニカというので、ワニとは船を意味する南方の単語に由来するのではないかという説である。ポリネシア語系のハワイ語でも「ワア・ヌイ wa‘a-nui」が「大型のカヌー」を意味し、これこそを「和邇」の祖語とする解説もみられる。この説をふまえ、長崎県対馬で昔は大きな船をワニと言ったと矢野憲一は指摘する。
評論家の伊藤銀月は神代にいう「鰐」を舟の詩的呼称であると解釈し、兜玉四朗は南方からの移住者によって山幸彦と海幸彦の物語とともに日本にもたらされた船を意味する外来語とし、熊田葦城は『古事記』「山幸彦と海幸彦」で言及される八尋鰐と一尋鰐を、それぞれ大船と快速船であると解釈している。
因幡の白兎に登場する和邇は魚の鮫・鱶ではなく海人の和邇の舟で、ウサギが渡ったというワニの列は出雲大社の入り口へ続く舟橋を指している、と横山昌寛は想像している。
舟の一種「和邇」が、「龍」とも表記されるのは龍舟/龍船を単に龍と言うことがある中国語に倣ったものであり、豊玉姫は故郷の文化に則り船上で出産したために大型のカヌーが揺れ動いていたのであり、兎の皮を剥いだのは動物のワニやサメではなく大型船「ワニ」の関係者（乗員）だが、その後の日本語から後置修飾が用いられなくなったことで（「和邇」の「ー邇」や「枯野/加良奴」の「奴」が「ヌイ（大きい）」であるという）意味が把握できなくなった、と黄當時は主張している。
昔は大型の流線型のものをワニと呼んでおり、記紀神話に出てくるワニは木造の大型船なのだと、水産学者の宮崎照雄は解釈している。また、船の古来の船型を鰐と呼んだのは、日本では古来より鰐と呼ばれていた鮫類に例えたものだと船舶工学の池田勝と池田正男らは主張している。

## 南方民族説
南方民族説は、西岡秀雄が「兎と和邇」説話の「和邇」について
を国内起源説と国外起源説（南方発生説）に大別したうちで、特にワニについて説かれる一説である。

## その他の文化移入説
キツネがアザラシの上を飛んで渡るツングース系民族の民話と因幡の白兎の類似を指摘した風間伸次郎は、因幡の白兎において、ウサギが数を数えるフリをしながら、その背を渡って陸へ帰る動物をサメとしている。
石川三四郎はワニの語源がバビロニアの大魚神エアまたはオワネスであるとの観点から、古事記神話のワニが実際には鰐を守護神とする部落を指すと考えれば、実際に存在した歴史と解釈することができる、と主張し。また、和邇が船を意味するという論説系では、百済から渡来した王仁族が水軍で王仁と応神そして八幡神との関係を因幡の白兎が物語っている、と造船技術者の池田勝と池田正男は主張している。

## 妖怪・影ワニ
島根県石見に影ワニの名で伝えられている幻獣はサメである、と矢野憲一と伊藤龍平は主張し、水木しげるは日本で言う鰐とは鮫のこととしている。

## 地方寺社
因幡の白兎を祀る白兎神社が鳥取県鳥取市（旧気高郡末恒村大字内海）にある。2017年、参道前に設置されたイルミネーションには、神話「因幡の白うさぎ」に登場するのは「白うさぎ」と「サメ」であると記される。
出雲大社、神社本庁、神田明神は、因幡の白兎が騙したのは鮫としている。
対馬神社でも、豊玉姫が化したワニは鮫のこととしている。
地主神社公式ホームページの和邇、鰐河神社の豊玉姫を乗せた鰐魚はワニの姿で描かれている。